# Flawed Design
Flawed Design è il secondo album in studio del supergruppo musicale Saint Asonia, pubblicato il 25 ottobre 2019.
Il primo singolo dell'album, The Hunted, eseguito con la collaborazione di Sully Erna è stato pubblicato il 24 luglio 2019, seguito da Beast il 20 settembre 2019 e This August Day il 18 ottobre 2019.

## Tracce
1. Blind – 4:09
2. Sirens (feat. Sharon den Adel) – 3:49
3. This August Day – 4:00
4. The Hunted (feat. Sully Erna) – 3:43
5. Ghost – 4:32
6. Beast – 3:26
7. The Fallen – 3:59
8. Another Fight – 3:47
9. Flawed Design – 3:47
10. Justify – 4:07
11. Martyrs – 4:12

Tracce bonus (Europa)
1. Say Goodbye – 3:34
2. Weak & Tired – 3:30

## Formazione
- Adam Gontier – voce, chitarra
- Mike Mushok – chitarra
- Cale Gontier – basso, cori
- Sal Giancarelli – batteria